# Bitwa pod Nautla
Bitwa pod Nautla – starcie zbrojne, które miało miejsce podczas podboju Meksyku przez Hiszpanów 29 kwietnia 1520, nieopodal osady azteckiej, a dzisiejszego miasta liczącego 10 000 ludzi Nautla. Siły hiszpańskie z zaledwie 52 żołnierzami i 2 działami pokonały armię aztecką, co ostatecznie pozwoliło Hiszpanom przejść na południe przez Jezioro Chalco w kolejnych tygodniach wyprawy.